# Kalša
Kalša este o comună slovacă, aflată în districtul Košice-okolie din regiunea Košice. Localitatea se află la altitudinea de 202 m deasupra n.m., se întinde pe o suprafață de 4,63 km2 și în 2017 număra 736 de locuitori.

## Istoric
Localitatea Kalša este atestată documentar din 1270.

## Demografie
| An:                | 1994 | 2004   | 2014   | 2024   |
| ------------------ | ---- | ------ | ------ | ------ |
| Număr de persoane: | 695  | 714    | 721    | 747    |
| Diferență:         |      | +2,73% | +0,98% | +3,60% |

| An:                | 2023 | 2024   |
| ------------------ | ---- | ------ |
| Număr de persoane: | 748  | 747    |
| Diferență:         |      | −0,13% |